# 福氏鰕鱂
福氏鰕鱂，為輻鰭魚綱鯉齒目鰕鱂亞目鰕鱂科的其中一種，為熱帶淡水魚，分布於非洲迦納東南部、多哥南部、貝南南部與奈及利亞至尼日河三角洲流域，體長可達3.5公分，棲息在底中層水域，生活習性不明，可作為觀賞魚。

## 擴展閱讀
維基物種上的相關：福氏鰕鱂